# Mitsuoka Shinya
Shinya Mitsuoka (sinh ngày 22 tháng 4 năm 1976) là một cầu thủ bóng đá người Nhật Bản.

## Sự nghiệp câu lạc bộ
Shinya Mitsuoka đã từng chơi cho Yokohama Flügels, Kyoto Purple Sanga, Vegalta Sendai và Sagawa Express Tokyo.